# الخلافة أو الإمامة العظمى (كتاب)
الخلافة أو الإمامة العظمى هي رسالة سياسية إسلامية نشرها عالم الدين السلفي السوري المصري رشيد رضا في عام 1923. كان الكتاب قد ظهر في البداية على شكل سلسلة من المقالات في مجلة المنار الإسلامية التي كان يرأسها رضا طوال شتاء عامي 1922 و1923 أثناء الأحداث العاصفة التي أعقبت إلغاء السلطنة العثمانية. وقد أصبح هذا الكتاب أول أطروحة علمية إسلامية جوهرية في القرن العشرين، والتي أوضحت الأساس اللاهوتي للخلافة، ودعت إلى الالتزام الديني بإقامة دولة إسلامية عليا. قدمت الرسالة شرحًا معمقًا لحكم وعمل نظام الخلافة من خلال سوابق من التاريخ الإسلامي، ونددت بالاتجاهات الناشئة حديثًا التي قللت من أهمية العقائد السنية التقليدية بشأن الخلافة؛ وقارنت بين غياب الدولة الإسلامية وعصر الجاهلية. لقد وضع رضا الإطار النظري لنظام إسلامي دولي يفرض الشريعة الإسلامية، مما عزز مكانته العلمية باعتباره "المنظر المؤسس" للحركات الإسلامية والجهادية في العصر المعاصر.
وفي الكتاب، افترض رضا أن الدولة الإسلامية ينبغي أن يرأسها مجتهد. يجب على الخليفة أن ينفذ أحكام الإمامة/الخلافة الإسلامية المبنية على القرآن والسنة وسوابق الخلفاء الراشدين الأربعة. ويقع على عاتق العلماء المؤهلين مساعدة الحكومة في هذه المهمة، ولديهم القدرة على تقييم الخليفة وتصحيحه باستمرار، وهم ملزمون بالعمل كحراس أخلاقيين للنظام الإسلامي. ما دام الخليفة المنتخب يحكم وفق المبادئ الإسلامية والعدل، فإن جميع المسلمين ملزمون بطاعته والتوحد خلفه. لقد تم تحديد إنشاء الخلافة المثالية كبرنامج رؤيوي عميق الجذور. وفي غياب الخلافة المثالية، فإن المسلمين ملزمون بتشكيل "خلافة الضرورة"، وهي دولة إسلامية لم تستوف الشروط المذكورة أعلاه.
كان لهذه الرسالة تأثير عميق على الدوائر العلمية الإسلامية وأثارت شكلاً ثوريًا من النشاط الإسلامي الشامل الذي عارض جميع أشكال التأثيرات الاجتماعية والسياسية والثقافية الغربية. وبإلهام من برنامج هذه الرسالة، بدأ الإسلاميون في مختلف أنحاء العالم يرفضون كل النظريات السياسية الغربية رفضاً باتاً، ويؤكدون على اعتقادهم بتفوق النظام الإسلامي المتأصل. كان لعقيدة الخلافة التي تبناها رضا تأثير مباشر على أيديولوجيي جماعة الإخوان المسلمين، وجماعة الإسلام [الإنجليزية] في جنوب آسيا وربما حتى حركة الصحوة في المملكة العربية السعودية.    

## غرض الكتاب
في تشرين الثاني 1922، قامت الجمعية الوطنية التركية بقيادة الكمالية بإلغاء السلطنة العثمانية. على الرغم من كونه منتقدًا قويًا للسلطان محمد السادس بسبب تعاونه مع قوات الحلفاء أثناء احتلالهم لإسطنبول، إلا أن رشيد رضا عارض هذه الخطوة بشدة وأعلن أن حرب الاستقلال التركية كانت قضية إسلامية لتحرير تركيا من القوى الاستعمارية الأوروبية واستعادة الدولة الإسلامية. واستنكر رضا قيام الحكومة التركية بتقليص مكانة الخليفة إلى المستوى الروحي، على غرار البابوية الكاثوليكية. بالنسبة لرضا، فإن الخلافة في الإسلام تمثل قيادة سياسية دينية تطبق الشريعة الإسلامية، وتوحد المسلمين تحت راية التوحيد، وتشن الجهاد ضد تهديدات القوى المعادية على المنطقة. وقد كتب رضا هذا الكتاب أثناء الأحداث المضطربة التي شهدتها حرب الاستقلال التركية في عشرينيات القرن العشرين، بهدف دحض الكماليين وحث الأتراك على دعم نظام الخلافة. قدّم رضا الرسالة كـ"هدية للشعب التركي"، موضحًا أهمية الخلافة، ووجوب تطبيق الشريعة الإسلامية، والحفاظ على الوحدة الإسلامية. وأكد رضا أن الإسلام هو "أقوى قوة أخلاقية على وجه الأرض"، مجادلًا بأن الحضارة الإسلامية القوية والمكتفية ذاتيًا وحدها هي القادرة على تشكيل بديل ناجح للنظام السياسي الناشئ بقيادة الغرب. وحث الشعب التركي على الجهاد ضد القوى الاستعمارية لإحياء الخلافة الإسلامية وبالتالي الحفاظ على العلاقات الأخوية مع العرب والفُرس وغيرهما؛ بموجب البيعة للخليفة. وعلى الرغم من ذلك، كان لدى رشيد رضا تحفظات عميقة تجاه الأتراك؛ إذ اعتبرهم يجهلون العلوم الدينية الإسلامية وتعقيداتها التي تسهل تطبيق النظام السياسي الإسلامي في العصر الحديث.
أدان رشيد رضا قرار الجمعية الوطنية التركية بقيادة الكمالية بإلغاء السلطنة في تشرين الثاني 1922 كجزء من الهجوم الأيديولوجي الذي شنه "المرتدون الغربيون" ضد الإسلام ورموزه. ويشرح رشيد رضا دوافعه وراء نشر هذا العمل في أعقاب إلغاء السلطنة التركية ، فيقول:
هذا الأمر، أي "الخلافة"، كان خامدًا، وقد أيقظته فجأة أحداث هذه الأيام، عندما أسقط الأتراك الأسرة العثمانية وأقاموا على أنقاضها دولة جمهورية بشكل جديد... ومع ذلك، فقد سمّوا أحد أفراد أسرة السلاطين السابقين "خليفةً روحيًا" لجميع المسلمين، وقصروا هذه الخلافة على هذه الأسرة... وقد خاضت العديد من الصحف في مسألة الخلافة وأحكامها، فحدث فيها الكثير من الالتباس والاضطراب، وامتزج الحق بالباطل؛ فرأينا أنه من الواجب علينا أن نوضح أحكام شريعتنا المتعلقة بها تفصيلًا، بما تقتضيه المقام، حتى يُعرف الحق من الباطل.— - محمد رشيد رضا, في الخلافة والإمامة العظمى، 

## الرد التركي
ردت الحكومة التركية على أطروحة رضا بكتابها " الخلافة وسيادة الشعب " بدعم من النشطاء والمثقفين الذين قصروا مهمة الخلافة على الجيل الأول فقط. اعتبر القوميون الأتراك الخلافة منصبًا اسميًا لا يتمتع بأي سلطة تنفيذية؛ حيث لم تكن هناك طريقة لمنع استبداد الخليفة. في نظرهم، كانت الخلافة التي تستوفي جميع الشروط القانونية هي أفضل أشكال الحكم للبشرية؛ ولكن كل "الخلافات" التي خلفت الجيل الأول كانت مجرد ملوك يحملون خلافة "سطحية" ليس لها سلطة سياسية صالحة. ثم، برر ذلك بالسوابق التاريخية، واستنادًا إلى المبادئ الفقهية لدفع الضرر، جادلوا في ضرورة فصل السلطات الزمنية عن الخلافة الظالمة الكاذبة الحالية. بالنسبة للكماليين، كانت الخلافة رمزًا للاستبداد والتخلف. دحض رضا الحجج التركية المضادة، مؤكدًا أن الخلافة الحقيقية والسطحية لا تختلفان على المستوى السياسي. وأكد على المبادئ السنية الكلاسيكية، مؤكداً على وجوب طاعة الخلفاء الذين وصلوا إلى السلطة بالقوة للحفاظ على الوحدة الإسلامية. بدلًا من أي أغراض نفعية، كانت الخلافة "قيادة الحكومة الإسلامية" المكلفة بواجب فرض الشريعة الإسلامية، وإقامة العدل، وشن الجهاد للدفاع عن العقيدة الإسلامية وممتلكات دار الإسلام. والأهم من ذلك أن وجوب إقامة الخلافة كان منصوصًا عليه بوضوح في الشريعة الإلهية؛ وبالتالي فإنه من المحرم "إلغاؤها أو استبدالها". كما سخر من المنطق القومي التركي بشأن السوابق في التاريخ الإسلامي؛ لأن التاريخ كان مليئًا بأمثلة البدع والقمع والشرك.
وبالرجوع إلى أعمال علماء الدين الكلاسيكيين مثل ابن تيمية والماوردي، نقل رضا الإجماع على ضرورة الخلافة، فكتب:
كان السلف الصالح من الأمة مجمعين، وكذلك أهل السنة وجماهير الفرق الأخرى، على أن منصب الإمام – أي تعيينه كوليّ على الأمة – هو واجب على المسلمين بحسب الشريعة... فـ "منصب الخلافة هو فرض كفاية"، والذين يُلزمون بإقامته هم "أهل الحل والعقد" في الأمة.— سيد رشيد رضا, في "الخلافة والإمامة العظمى"، 

## مؤهلات الخليفة/الإمام
كان القسم الأول من الكتاب بحثًا مفصلاً حول الحاجة إلى الخلافة وضرورتها. واستعان رضا بالحديث وكتب الفقهاء السنة مثل الماوردي، لدعم فرضيته، فزعم أن غياب الخلافة والحكم الإسلامي يعادل حالة الجاهلية. وأكد رضا على الشروط الأساسية في العقيدة السنية الكلاسيكية لانتخاب الخليفة، وشدد على أن الخليفة يجب أن يكون مُجتهدًا ومن قبيلة قريش. لقد دعا إلى مبدأ الفضيلة والتفوق العربي، مُعتبرًا أن الإسلام بلغ مجده في ظل القيادة العربية، ومن ثم فإن الإمامة يجب أن تعود إلى العرب مرة أخرى. كما حدد رضا الحجاز وشبه الجزيرة العربية كأراضٍ مقدسة يجب الحفاظ على إسلامهم. أرجع رضا تدهور نظام الخلافة بعد الخلفاء الراشدين الأربعة إلى أفعال الخليفة الأموي الأول معاوية بن أبي سفيان. وشملت هذه الأفعال التخلي عن نظام الشورى في انتخاب الخليفة لصالح الخلافة الأسرية؛ وإدخال العصبية الأموية؛ وبداية معاوية لخلاف معاوي هاشمي.
وفي حين أكد رضا على أهمية انتخاب الخليفة الذي يفي بجميع الشروط الشرعية، فإنه كتب أيضًا أن غياب هذه الشروط المثالية لا يعني انقطاع الخلافة بشكل واضح:
اتفق العلماء على أنه لا يجوز أن تُعقد البيعة للخلافة إلا لمن اجتمعت فيه الشروط المذكورة من المؤهلات اللازمة، وخاصة العدالة والكفاءة، وكونه من قريش؛ ولكن، إذا لم تتوفر بعض الشروط المطلوبة، فإن الأمر يدخل في حكم الضرورات، والضرورات تُقدَّر بقدرها، ويكون من الواجب حينها أن تُعقد البيعة لمن اجتمعت فيه أغلب الشروط اللازمة.— سيد رشيد رضا, في "الخلافة والإمامة العظمى"، 

## أنواع الخلافة/الإمامة
وقد قسم الرضا الخلافة إلى ثلاثة أقسام:
- "الخلافة المثالية" التي سادت في عهد الخلافة الراشدة والخليفة الأموي عمر بن عبد العزيز. وهذا النوع من الخلافة استوفى جميع الشروط الشرعية.
- "الخلافة أو إمامة الضرورة" هذه الفئة من الخلفاء هم الذين انتخبهم أهل الحل والعقد ولكنهم لم يستوفوا جميع الشروط الدينية. لقد اتسمت الخلافة بالضرورة بقلة المعرفة الدينية لدى حكامها وضعف تطبيق العدالة الإسلامية في نظام حكمها. وقد صنف الرضا العديد من الخلفاء الأمويين والعباسيين ضمن هذه الفئة لعدم امتلاكهم المؤهلات الدينية اللازمة للقيام بمهمة الاجتهاد.
- "خلافة الجبار أو الفتح (التغلب بالقوة) وهذا النوع من الخلافة هو الذي يصل فيه الحكام إلى السلطة ويحافظون عليها بالقوة الغاشمة دون مراعاة استشارة أهل الحل والعقد." وقد صنف رضا معظم الخلافة غير العربية اللاحقة، مثل الدولة العثمانية، ضمن هذه الفئة. ودعا رضا إلى إسقاط مثل هذه الخلافة عندما يصل المسلمون إلى القوة اللازمة لثورة ناجحة.[15][16]

وقد أطلق رضا على الفئتين الأخيرتين من الخلافة اسم "الخلافة الإدارية". وفي التفريق بينهما يكتب رضا:
الفرق بين هذه "الخلافة" – أي الخلافة المعهودة القائمة على "الاستيلاء" – وما سبقها، مع كون كلٍ منهما جائزًا للضرورة، هو أن الأولى تصدر عن أهل الحل والعقد باختيارهم لمن ينوب عن من فقد بعض الشروط اللازمة... أما الثانية فهي مغتصبة للخلافة بالقوة القبلية، لا باختيار أهل الحل والعقد...— محمد رشيد رضا, في الخلافة والإمامة العظمى، 
دعا رشيد رضا إلى إنشاء "الخلافة المثالية" على غرار الخلافة الراشدة؛ وتصورها كدولة إسلامية تنشأ من خلال التشاور مع الممثلين الإسلاميين. لقد تعرضت السلطنة العثمانية المعاصرة للانتقاد  كشكل من أشكال النموذج الإقطاعي. وفي الوقت نفسه، أدرك رضا الصعوبات التي ينطوي عليها انتخاب الخليفة المثالي، وتصور تجديد هذه المهمة كاستراتيجية طويلة الأجل. وفي المدى القريب، يرى رضا أن المسلمين يجب أن يسعوا إلى إقامة "دولة إسلامية" تكون بمثابة "إمامة الضرورة/الخلافة الفعلية". إن "الخلافة الفعلية / الإمامة " مرحلة ضرورية للدفاع عن وحدة المسلمين ومنع الفوضى. ومع ذلك، حتى هذه الدولة الإسلامية لن تكون استبدادية. بل إن الدولة الإسلامية بالضرورة سوف تعمل على تعزيز العدالة الاجتماعية واجتثاث الاستغلال، استنادًا إلى الأحكام الإسلامية. ويجب على الحكام أن يستعينوا في هذا الواجب بالعلماء الصالحين، الذين يعملون كحراس أخلاقيين للحضارة، ويراقبون تجاوزات الحاكم وفقًا للشريعة الإسلامية. وقد وصف رشيد رضا هذا النظام الاجتماعي السياسي الوسيط تحت مجموعة متنوعة من المصطلحات، مثل "الحكومة الإسلامية"، و"الخلافة الإسلامية"، و"حكومة الخلافة"، وما إلى ذلك.

## الحوكمة
وفي القسم الثاني من الكتاب تحدث رشيد رضا عن جهاز الخلافة وكيفية إدارة الحكم بشكل متطور وفعال. وأكد رضا على ثلاثة موضوعات دينية ودنيوية مهمة أصبحت السمة المميزة للحركة السلفية العربية: إقامة حكومة إسلامية تقوم على الشورى، والحاجة الملحة إلى خلافة متجددة تحت قيادة عربية، وحماية الدولة الإسلامية. كانت عملية الشورى لاختيار الخليفة ومساعدته في الحكم تتم عن طريق ممثل مسلم بارز يعرف باسم أهل الحل والعقد. ولم يقتصر أعضاؤها على علماء المسلمين الموقرين ورجال الدين وعلماء الدين والمستشارين القانونيين فحسب، بل ضمت أيضًا أفرادًا مسلمين ناجحين في مجالات متنوعة مثل الأدب والأوساط الأكاديمية والهندسة والأعمال والصناعات والجيش والعلوم والتكنولوجيا، إلخ.
مع أن أهل الحل والعقد مؤهلون لتقييم قرارات الحكام؛ القرارات الكبرى المتعلقة بسياسات الدولة والمواقف العقائدية، إلا أنهم ملزمون بمراجعة كبار العلماء المعروفين بالمجتهدين حتى تكون متوافقة مع الشريعة. لقد شكّل مبدأ الشورى سمة أساسية من سمات الدولة الإسلامية، إذ كان يشكل آلية توازن بين السلطة والرعية، ويضمن العدالة ويحافظ على حرمة المسلمين. وللحماية من الفساد الذي قد يقوض نظام الشورى؛ دعا رضا إلى الدور المهيمن للعلماء المؤهلين المستقيمين في أهل الحل والعقد، الذين يعملون باعتبارهم "الممثلين الطبيعيين والحقيقيين للمسلمين".

إن عملية التشريع وإصدار القواعد والأنظمة يجب أن تكون على أساس القرآن والسنة. وفي حالة عدم وجود مصادر نصية واضحة من الكتب المقدسة (أي القرآن والحديث الصحيح)، ينبغي للعلماء أن يمارسوا الاجتهاد المبني على مبادئ الفقه الإسلامي لتحديد الأحكام التشريعية. وبذلك أصبحت سلطة الحاكم مقيدة بالحدود التالية التي حددتها الشريعة:
«وهو [الخليفة] مقيد بأحكام القرآن والسنة ، وبالأسوة العامة للخلفاء الراشدين، وبالشورى».

## برنامج الخلافة
إن الخلافة التي اقترحها رضا تدافع عن المواضيع الأساسية للحركة السلفية العربية، وسوف تطبق المبادئ السلفية في أراضيها. ويكون الخليفة المنتخب هو الرئيس الأعلى؛ ومهمته الحكم من خلال الإشراف على تطبيق الشريعة الإسلامية. كان من المقرر أن يحدث هذا من خلال التعاون بين العلماء المجتهدين (الخبراء القانونيين) و"الخليفة الحقيقي"؛ الذين ينخرطون في الاجتهاد من خلال تقييم الكتب المقدسة ويحكمون من خلال الشورى (التشاور). من شأن هذا الإجراء أن يعزز الخلافة، ويجعلها محصنة ضد التأثيرات الأجنبية المفسدة. وبالتالي، ستصبح الخلافة أداة ثورية للنهضة الإسلامية، وإحياء الحضارة الإسلامية، واستعادة السيادة السياسية والاقتصادية والثقافية للعالم الإسلامي، وتخليص المسلمين من التأثيرات الشركية للصوفية. حدد رضا عدوين داخليين رئيسين لمشروعه الثوري للنهضة الإسلامية: "حزب المتفرنجين" (الحزب المتأوروبي)، الحداثيون الذين استعاروا بكثافة من الخطاب الأيديولوجي الغربي، و"حزب حشودية الفقهاء الجدد" (حزب "الفقهاء الرجعيين")، ممثلًا برجال الدين الصوفيين من المدرسة القديمة الذين تشبثوا بالأعمال القديمة لـ أربعة مذاهب ورفضوا البحث في الكتب المقدسة أو المشاركة في الاجتهاد. كان من المقرر أن يقود النهضة الإسلامية "حزب الإصلاح الإسلامي المعتدل"، وهي فئة طليعية من العلماء السلفيين الذين دمجوا معرفتهم الإسلامية ومزاجهم العلمي ومهاراتهم التقنية لمواجهة التحديات المتزايدة في العالم الإسلامي المضطرب بين الحربين العالميتين.
اعتبرت الحركة السلفية الغرب عدوًا رئيسًا، واعتبرت هجومها على الإسلام هجومًا سياسيًا وثقافيًا وأيديولوجيًا. في حين دعت الحركة إلى إصلاحات إسلامية مثل تطهير التصوف الشعبي والخرافات، فقد أكدت أيضًا على المواجهة الاجتماعية والسياسية والثقافية والأيديولوجية مع الغرب؛ مهاجمة الأفكار الغربية الضالة الناشئة والتخلص من "بذور الانحطاط الغربي".
ويرى رضا أن الخلافة الإسلامية مؤسسة حيوية ضرورية للحفاظ على الوحدة الإسلامية ودعم النهضة الإسلامية، فيكتب:
إن العالم الإسلامي يعيش في حالة من القلق والاضطراب بشأن أمر دينه وأحكام شريعته؛ خاضعًا لأهواء حكّامه من أصحاب الديانات والمذاهب المختلفة، ولآراء علمائه، وأدلاء مذاهبه ومدارسه الفكرية، ولسيطرة أعدائه في الدين والدنيا؛ ولا يملك مرجعًا عامًا مُتفقًا عليه يلجأ إليه فيما يجهله. وكلما ظهر فيه مُصلح ينتقد أهل الأهواء، يسارع المفسدون إلى مواجهته والطعن في دينه وعلمه؛ ولا علاج لهذه العوامل المفسدة والانحرافات إلا بإحياء منصب الإمامة، وإقامة الإمام الحق...— محمد رشيد رضا, في "الخلافة والإمامة العظمى"، 

## الإرث
لقد أصبح كتاب "الخلافة أو الإمامة العظمى" أحد أهم المراجع العلمية للمنظرين الإسلاميين والجهاديين في سعيهم إلى تجديد نظام الخلافة. وقد أحدث الكتاب "ثورة مفاهيمية" رفضت كل الحجج الدينية التي تؤيد قبول نموذج الدولة القومية الناشئة، ودعت إلى استمرارية النظام السياسي الإسلامي التقليدي. وأكد رضا على المنهجية الكلاسيكية في انتخاب الإمام وبيعة الخليفة وتكوين أهل الحل والعقد. ومن خلال ربط الأفكار المستمدة من الرسائل السياسية لابن تيمية والماوردي وغيرهما من فقهاء العصور الوسطى بالعصر المعاصر، نجح رشيد رضا في إحياء موضوع "السياسة القانونية الإسلامية" الذي كان خامدًا في السابق، إلى قلب الخطاب الديني. دافع العمل عن استمرارية العقائد السياسية السنية الكلاسيكية في مواجهة الحجج الحداثية والقومية المعاصرة للأفكار السياسية الحديثة. كان رضا واحدًا من آخر العلماء الكبار الذين نشروا أطروحة علمية أصلية عن الخلافة؛ واستخدم الأيديولوجيون اللاحقون عمله كنقطة مرجعية؛ مما أدى إلى ولادة مجموعة متنوعة من الحركات الإسلامية.

## النقد
واتهم منتقدو رضا الحداثيون بإغلاق الباب أمام التطور التاريخي للخطاب السياسي الإسلامي وإعادته إلى الحدود الضيقة للجمود العقائدي والانغلاق الفكري. وكان هناك انتقاد آخر وهو أنه على الرغم من دعواته إلى الاجتهاد فإن رضا لم يوسع النظرية السياسية الإسلامية بشكل عملي لتتناسب مع تعقيدات العصر الحديث. يرى النقاد أن أطروحة رضا هي في الغالب إعادة صياغة عمياء للأفكار السياسية التي تبناها فقهاء العصور الوسطى مثل ابن تيمية وابن القيم والمواردي والغزالي وغيرهم.

وقد انتقد مؤلفون آخرون رضا بسبب اختلاسه أعمال الفقهاء الكلاسيكيين دون مراعاة سياقهم التاريخي. يقول الفيلسوف المغربي عبد الإله بلقزيز:
"لا يُضيف رشيد رضا جديدًا فيما يتعلق بالتعريف في تحديد ضرورة الإمامة ... الفرق بينه وبين من سبقوه من فقهاء الخلافة، كالماوردي والغزالي وابن تيمية وابن القيم الجوزي، هو أنهم ناقشوا إمامة قائمة: إمامة واقعية... أما رشيد رضا، فقد وجّه حديثه نحو الإمامة والخلافة، ونحو التبشير بموقف لا وجود له في الواقع - إذ لم ير جواز اعتبار الخلافة العثمانية من بين ما يستحق هذا الوصف أو يمثله! وهكذا، كان خطاب الماوردي - ومن اتخذ الموقف نفسه من الفقهاء - "وضعيًا" قائمًا على واقع قائم، بينما ظل خطاب رشيد رضا معياريًا ودعائيًا إلى حد ما... كانت علاقته المفاهيمية بالخلافة متعارضة وغير متوافقة... "يمكن تحديد ذلك من خلال العلاقة بين فقهاء السياسة القانونية الإسلامية في العصور الوسطى الإسلامية والخلافة في تلك الفترة." 

## طالع أيضًا
- السيد رشيد رضا
- النظرية السياسية الإسلامية عند رشيد رضا
- إلغاء السلطنة العثمانية